# Fratres de Cáceres
Los Fratres de Cáceres es una orden religiosa y militar que se creó tras la conquista de la ciudad de Cáceres en 1169 por el rey Fernando II de León, que se la había arrebatado a los musulmanes.

## Historia
Para proteger la ciudad ante un posible intento de reconquista por parte de los árabes (como a la postre ocurrió en 1173), Fernando II asignó su defensa a un grupo de caballeros que en 1170 se constituyeron como orden religiosa y militar con votos de obediencia y lucha. A esta fraternidad se la conoció como los Fratres de Cáceres (posteriormente como Hermanos de la Espada y más tarde como Caballeros de la Orden del Señor Santiago), que a la postre serían la semilla de la Orden de Santiago.
Aunque existe mucha controversia, muchos consideran la torre cilíndrica adosada al Palacio de Carvajal que forma parte de las murallas de Cáceres, como su torre insignia.
En 1174, el califa almohade Abu Yacub Yusuf logró vencer la resistencia de los Fratres y reconquistó la ciudad de Cáceres para los musulmanes, tras derrotar a los últimos miembros de la orden en la torre de Bujaco.